# Sonic Unleashed
Sonic Unleashed, chamado no Japão de Sonic World Adventure (ソニックワールドアドベンチャー, Sonikku Wārudo Adobenchā), é um jogo eletrônico da desenvolvedora de jogos Sega. O jogo foi lançado para Wii, PlayStation 2, PlayStation 3 e Xbox 360, contando com uma versão para telefone móvel, em 28 de Novembro de 2008. O jogo traz personagens e elementos novos ao universo Sonic, como um dos antagonistas, Dark Gaia, o novo parceiro de Sonic, Chip, e a oportunidade de controlar Sonic the Werehog, forma que o protagonista assume ao cair da noite.
No que diz respeito aos consoles, Sonic Unleashed foi lançado em duas versões extremamente diferentes entre si: a versão para PS2 e Nintendo Wii, desenvolvida pela Dimps, e a versão para Xbox 360 e PS3, desenvolvida pela Sonic Team. A versão para a sétima geração de consoles foi desenvolvida com uma engine que demorou três anos para ser feita pela Sonic Team, batizada de Hedgehog Engine. Pouco após essa revelação, foi confirmada uma versão do game para o Nintendo Wii e Playstation 2, similares entre si, que, ao contrário das versões de Playstation 3 e Xbox 360, não trariam a Hedgehog Engine. A empresa Dimps ficou encarregada de fazer algo similar em questão de jogabilidade para essa versão. O jogo foi o último da franquia a ser lançado para PlayStation 2 na América e na Europa. É também o último jogo do ouriço da era 128 bits.
Em 1 de Março de 2025, o jogo recebeu uma versão não oficial para PCs Windows e Linux, baseada na versão de Xbox 360, que foi totalmente descompilada, no projeto de código aberto sem fins lucrativos com o nome de Unleashed Recompiled. Por consequência, ele foi o primeiro jogo de Xbox 360 à ser descompilado. Essa versão não possui os arquivos do jogo, evitando assim a pirataria, colaborando apenas com a preservação digital do mesmo.

## Jogabilidade
No jogo, há fases diurnas e noturnas, que contam com jogabilidades completamente diferentes. Nos momentos diurnos, as fases mantêm as características originais da série Sonic, com progressão rápida por cenários diversificados, utilizando recursos como o Boost (alimentado pela Ring Energy, que por sua vez é alimentada pelo poder dos anéis, permitindo a Sonic se movimentar mais rapidamente), o drift (derrapagem), o Lightspeed dash (que permite a Sonic atravessar rapidamente uma fileira de anéis), o Wall Jump (que permite a Sonic subir por duas paredes paralelas), o Stomp ("pisão", que permite que Sonic golpeie o solo e caia mais rapidamente), o Air Boost (que permite a Sonic realizar o boost no ar) e o Homing Attack (que permite a Sonic alcançar lugares por meio de uma fileira de inimigos, golpeando-os um a um, em sequência). Nos estágios noturnos, Sonic adquire a aparência de lobo-ouriço (em inglês, chamado de Werehog) e perde sua velocidade característica. Em compensação, ganha grande força e braços que se esticam para alcançar lugares de difícil acesso além de realizar golpes em sequencia (combos). Também nos estágios noturnos, é possível ativar o modo "Unleash", que aumenta o poder do Werehog, e bloquear ou esquivar-se de certos ataques inimigos. Nessas fases, o jogo se desenvolve em um estilo de luta e plataforma. Além disso, as versões para Xbox 360 e PlayStation 3 apresentam duas fases em que se controla o avião de Tails, Tornado-1, apertando sequências de botões para derrubar robôs enviados por Eggman. São as fases "Tornado Defense". No final delas, enfrenta-se uma nave controlada por Eggman, o Egg Cauldron, que envia robôs e mísseis contra o avião. No fim do jogo, é possível jogar com Gaia Colossus, um gigante formado pela união de Chip aos Templos de Gaia. Com ele é possível golpear com os punhos direito, esquerdo, ou ambos, se defender para absorver danos, além de realizar o boost (como o que Sonic realiza) para se movimentar mais rápido (este último movimento possível apenas na versão para Xbox 360 e PlayStation 3). Além disso, também no fim do jogo, é possível jogar com Super Sonic, que tem como única habilidade realizar o boost para atravessar o cenário mais rapidamente enquanto voa. Alguns comandos de jogabilidade mudam entre as versões de PS2 e Wii e de PS3 e Xbox 360.

## Enredo
Uma frota gigantesca de naves cruzadoras pertencente ao Dr. Eggman orbita a Terra. Mas Sonic está lá para impedi-lo, qualquer que seja o plano dele. Depois de Sonic destruir vários robôs, Eggman aparece dentro de um robô, com o qual consegue capturar Sonic. Este, sem pensar duas vezes, utiliza a força das esmeralda do caos e se transforma em Super Sonic. Depois de Super Sonic destruir o robô facilmente, Eggman foge. Então começa uma perseguição entre os dois. Eggman entra numa sala, mas é encurralado por Sonic. Ele começa a pedir piedade a Sonic, dizendo que estava arrependido. Sonic pergunta ao Dr. Eggman por que que ele estava pedindo perdão, já que não é de sua natureza fazê-lo. Enquanto Sonic estava ocupado falando, Eggman revela sua armadilha contra o ouriço: uma arma eletromagnética que é alimentada pelo poder das Esmeraldas do Caos, absorvendo-o para si. Nesse momento, Eggman usa a energia absorvida para lançar um raio sobre a Terra, dividindo-a em sete partes (ou continentes) e despertando Dark Gaia, uma criatura sombria, feita de escuridão, que se encontrava presa no centro da Terra, mas agora foi libertada.. Então Sonic, exposto ao poder maligno do ser despertado, transforma-se em Sonic the Werehog. Tendo vencido, Eggman abre uma janela da nave, fazendo com que Sonic caia na Terra, derrotado, ao lado das Esmeraldas do Caos, já sem poder nenhum e enegrecidas.
Ao cair na Terra, Sonic conhece um ser estranho que aparenta estar inconsciente, caído no chão. Ao acordar, a princípio fica com medo do Werehog, mas depois se convence de que Sonic não o faria mal. Enquanto conversam, Sonic descobre que seu novo companheiro perdeu a memória, então decide ajudá-lo a recuperá-la. Quando amanhece, entretanto, Sonic volta à sua forma natural. Depois de descobrir onde estavam (um lugar chamado Apotos), Sonic resolve chamar seu parceiro de Chip. Os dois então perguntam a todos na cidade se o conhecem, em vão. Com o passar do tempo, descobre-se que Sonic virou uma espécie de lobisomem, transformando-se no Werehog todas as noites. À noite, a dupla encontra Tails, que está sendo atacado por criaturas malignas. Ao salvá-lo, Sonic parte para Spagonia, ao lado de Chip e Tails, a bordo do avião de Tails, o Tornado-1, em busca do Professor Pickle, que pode deter a resposta para trazer o mundo de volta ao normal.
Chegando lá, porém, descobrem que Pickle não estava na Universidade de Spagonia, mas havia sido sequestrado e levado para Mazuri. Os três então partem para lá, e encontram o Professor preso em uma base do Eggman. Ao resgatá-lo, todos voltam para Spagonia, onde descobrem que sua única esperança de trazer o planeta de volta ao normal, derrotar Dark Gaia e impedir os desígnios de Eggman, é devolvendo o poder às Esmeraldas do Caos, o que só pode ser alcançado ativando cada um dos sete Templos de Gaia em cada um dos sete continentes. Assim, Sonic, Chip e Tails partem numa aventura ao redor do globo, restaurando o planeta e lutando contra Dark Gaia e Eggman.
- Além dos personagens aqui citados, Amy Rose também faz aparições no jogo, tendo uma pequena participação na história.

## Trilha Sonora
A trilha sonora de Sonic Unleashed conta com músicas instrumentais dos mais variados estilos, geralmente de acordo com a região do planeta que representa no jogo (seja nos momentos diurnos, seja nos noturnos). Foi composta por Takahito Eguchi, Hideaki Kobayashi, Fumie Kumatani, Mariko Nanba, Tomoya Ohtani e Kenichi Tokoi. O jogo também conta com um tema vocal, a música "Endless Possibilities", cantada por Jaret Reddick e Erik Chandler, da banda Bowling for Soup, além da música "Dear my Friend", que aparece durante os créditos finais, composta por Mariko Nanba e cantada por Brent Cash.

### Planetary Pieces
As músicas foram reunidas no álbum Planetary Pieces: Sonic World Adventure Original Soundtrack, que foi dividido em três discos, o primeiro com trinta e uma músicas, o segundo com trinta e o terceiro com mais trinta, totalizando noventa e uma músicas presentes no álbum, e 201 minutos e 55 segundos de duração.

## Recepção
Sonic Unleashed recebeu críticas mistas, com notas médias de 5.0 a 7.0. O jogo foi elogiado pelos cenários bonitos, velozes e nostálgicos das fases diurnas, e criticado pelos estágios noturnos "desnecessários" e medíocres, além da exploração monótona pelas cidades. Apesar das críticas, esse é considerado um dos melhores jogos da franquia pela sua extensa base de fãs. Além disso, suas vendas foram boas, consistindo em, aproximadamente, cinco milhões de unidades em todas as plataformas lançadas e tornando-o o jogo mais vendido da Sega no ano fiscal de 2008. O jogo foi bem avaliado por usuários na Epic Play com avaliação acima do 9, demonstrando uma grande base de fãs por trás do título.